# Árpád Szenes
Árpád Szenes GCSE • GCIH (Budapeste, 6 de maio de 1897 — Paris, 16 de janeiro de 1985) foi um pintor, gravurista, ilustrador, desenhista e professor húngaro, naturalizado francês em 1956.

## Biografia
Sua trajetória artística ficou profundamente ligada ao mundo latino, devido — em grande parte — ao seu casamento em 1930 com a portuguesa Maria Helena Vieira da Silva, com quem realizou inúmeras viagens à América Latina para participar de exposições, como em 1946 no Instituto de Arquitetos do Brasil.

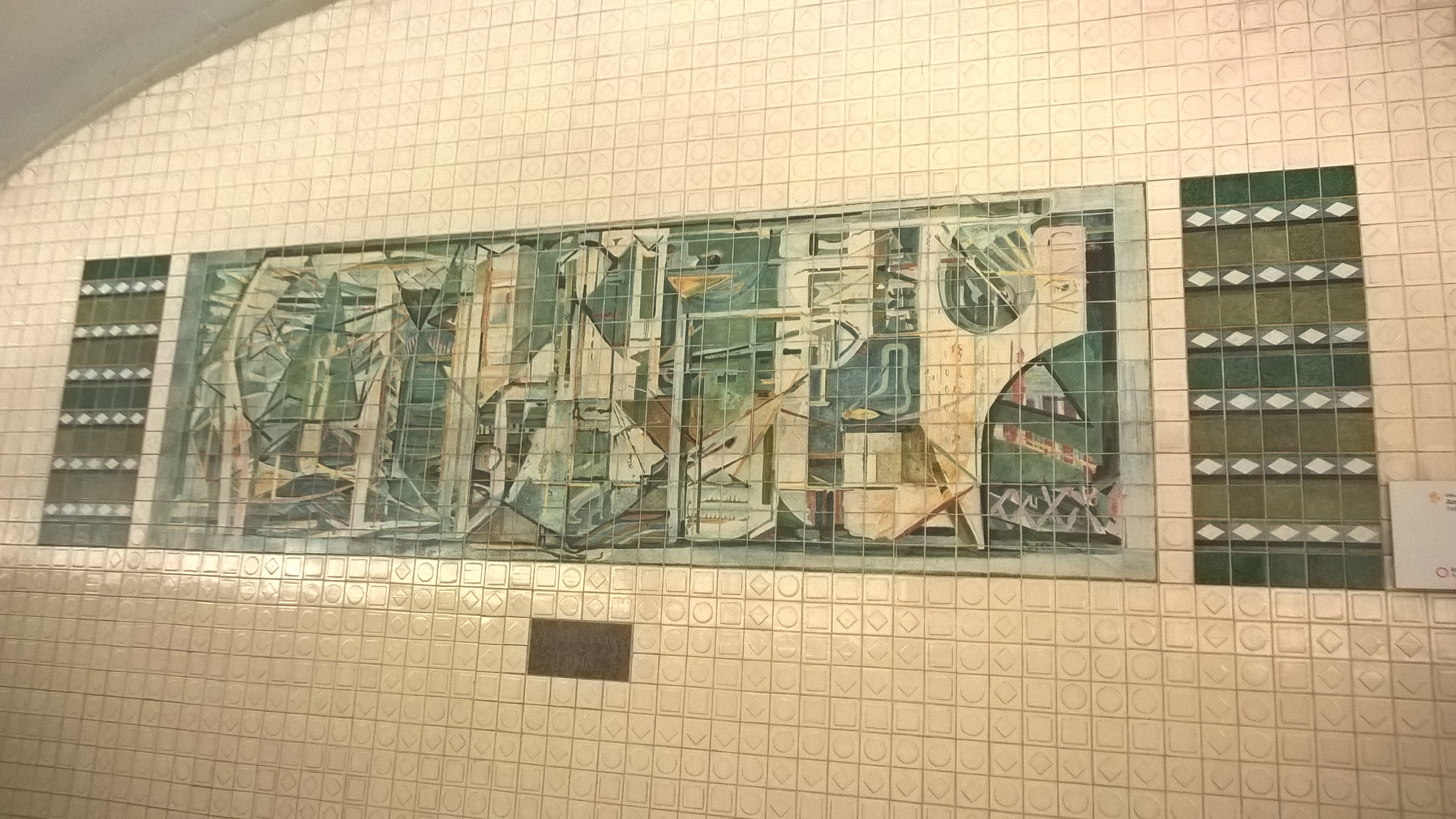
Mural de azulejos na Estação de Metro do Rato, Lisboa, com base em pintura de Árpád Szenes de 1948

Devido ao facto de ser judeu e de sua esposa ter perdido a nacionalidade portuguesa, eram oficialmente apátridas. O casal decidiu então residir por um longo tempo no Brasil durante a Segunda Guerra Mundial e no período pós-guerra. No Brasil, entram em contato com importantes artistas locais, como Carlos Scliar e Djanira.
A ligação com Portugal reflete-se na existência da Fundação Árpád Szenes-Vieira da Silva, sediada em Lisboa.

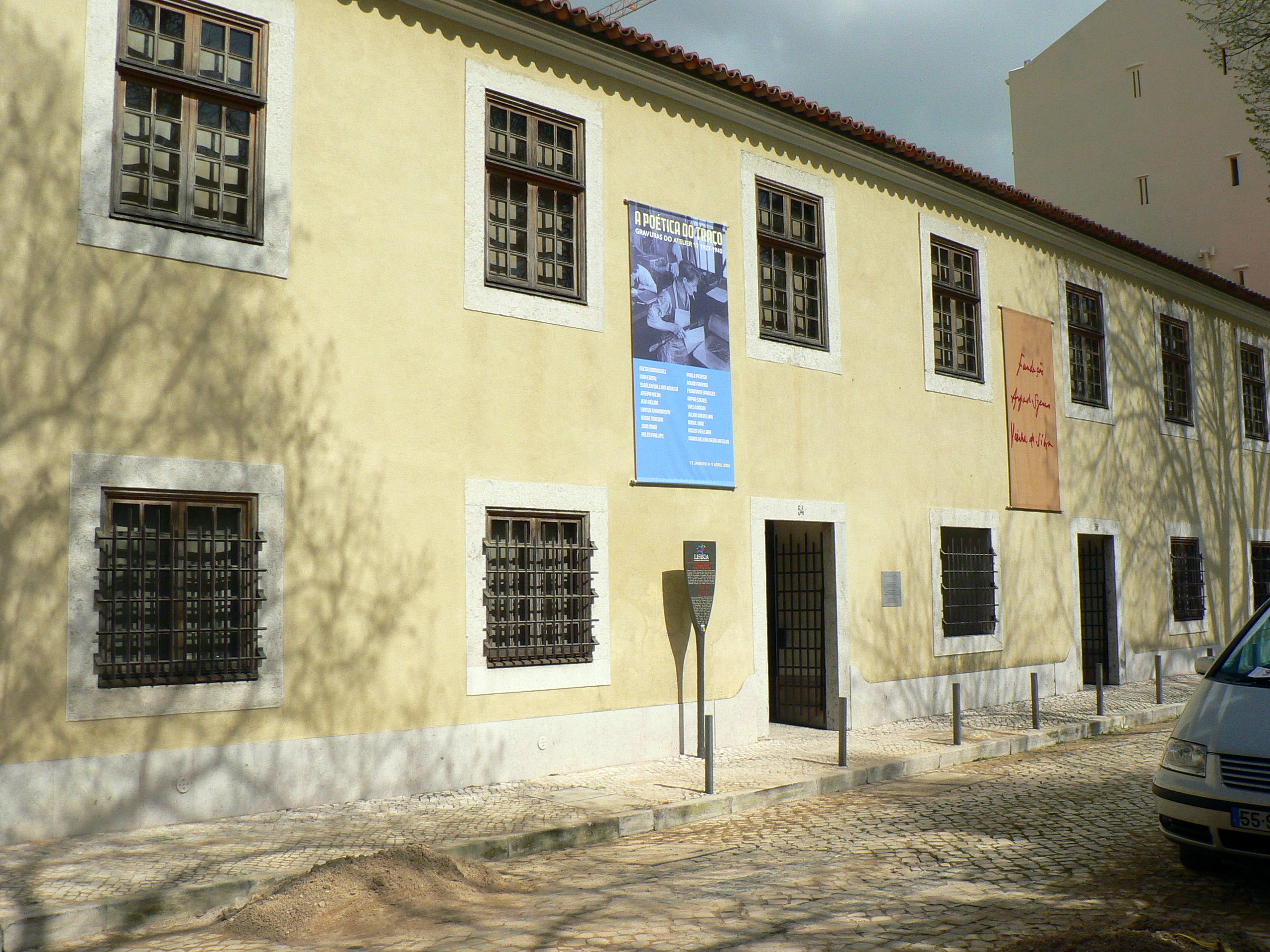
Fundação Arpad Szenes-Vieira da Silva, Lisboa.

A 7 de setembro de 1978 foi agraciado com a Grã-Cruz da Ordem do Infante D. Henrique e a 16 de julho de 1988 com a Grã-Cruz da Ordem Militar de Sant'Iago da Espada.